# Svátost nemocných

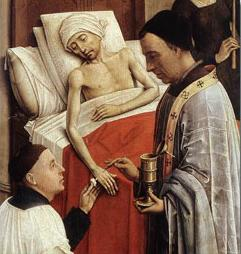
Detail obrazu Sedm svátostí (1445) od Rogiera van der Weydena zobrazující svátost pomazání nemocných neboli poslední pomazání

Svátost nemocných (též pomazání nemocných) je jednou ze svátostí katolických, pravoslavných a některých protestantských církví. Dřívější název poslední pomazání se užíval v západní části katolické církve od konce 12. století do Druhého vatikánského koncilu, kdy tuto svátost přijímali většinou pouze umírající. V současnosti se svátost uděluje též vážně nemocným, proto i změna názvu.
Pravoslavní tento druh pomazání nazývají Svatá Tajina pomazání nemocných. 
Biblickým textem, na který se praxe pomazání nemocných odvolává, je novozákonní list Jakubův 5,14-16:
Je někdo z vás nemocen? Ať zavolá starší církve, ti ať se nad ním modlí a potírají ho olejem ve jménu Páně. Modlitba víry zachrání nemocného, Pán jej pozdvihne, a dopustil-li se hříchů, bude mu odpuštěno. Vyznávejte hříchy jeden druhému a modlete se jeden za druhého, abyste byli uzdraveni. Velkou moc má vroucí modlitba spravedlivého.

## Katolická církev
Svátost má duchovně posílit a potěšit člověka a navrátit mu fyzické i duchovní zdraví, nese s sebou podle vnímání církve i odpuštění hříchů. Může se udělovat jak jednotlivým osobám (např. doma či v nemocnici) tak společně při bohoslužbě. V praxi vypadá svátost (většinou v katolické církvi) tak, že kněz na nemocného vloží ruce a modlí se za něj, posléze jej pomaže požehnaným olivovým olejem a říká při tom:
Skrze toto svaté pomazání
ať ti Pán pro své milosrdenství pomůže
milostí Ducha svatého. Amen.
Ať tě vysvobodí z hříchů,
ať tě zachrání a posilní. Amen.
Většinou předchází vyzpovídání nemocného knězem.

## Pravoslaví
V pravoslavné církvi - svatá Tajina pomazání nemocných (jiný název je Tajina svěcení oleje). Pravoslavní ji vždy vykonávali nad každým vážně nemocným věřícím, když o to požádal. Má být spojena se zpovědí a s rozhřešením. Podle rozdílných tradic (pravoslavné společenství je jednotné ve víře, ale rozmanité v dílčích zvycích) se může konat buď jednou za dobu trvání nemoci, nebo i na tu samou nemoc vícekrát, ale jen jednou za rok. 
Správně ji má vykonávat sedm kněží, kteří se sejdou nad nemocným, čtou sedmero evangelijních čtení, posvěcují připravený olivový olej a každý kněz pomazává nemocného na čele, očích, chřípích, ústech, uších, prsou, dlaních a nártech. Součástí obřadu je kladení evangeliáře na nemocného a přežehnávání nemocného od každého z kněží.
Může se konat v chrámu nad více věřícími zároveň.